# Джонс, Томас (футболист, 1964)
Томас «Том» Джонс (англ. Thomas "Tom" Jones; 7 ноября 1964 года, Олдершот Англия) — английский футболист и тренер.

## Карьера игрока
Воспитанник «Челси». За свою карьеру выступал за ряд английских клубов, в числе которых были «Суиндон Таун» и «Рединг». В сезоне 1987/88 Джонс играл в шотландском Премьер дивизионе за «Абердин». Вместе с ним хавбек доходил до финала Кубка лиги. Завершил карьеру футболиста в 2004 году.

## Карьера тренера
Ещё будучи игроком, Том Джонс работал с юношами «Суиндон Тауна». В 2004 году он стал ассистентом Иана Портерфильда в корейском «Пусан Ай Парке». Ранее Джонс играл под руководством этого британского специалиста в «Абердине». В 2006 году Портерфильд взял его в штаб сборной Армении в качестве тренера по физподготовке. В сентябре 2007 года после смерти Портерфильда, Джонс остался в расположении национальной команды. Некоторое время он вместе с Варданом Минасяном руководил сборной, но в ноябре англичанин покинул Армению.
В последние годы специалист работал помощником главного тренера в клубах низших лиг «Суиндон Супермарин» и «Чиппенхэм Таун».

## Достижения
- Финалист Кубка шотландской лиги: 1987/88